# 스포팅 라이프 (미국의 신문)
《스포팅 라이프》(Sporting Life)는 1883년부터 1917년까지, 1922년부터 1924년까지 발행된 미국의 일간지로, 야구와 트랩 슈팅을 주된 내용으로 하여 스포츠에 관한 전국적인 보도를 제공했다. 신문 첫 장에 나오는 마스터헤드에는 "Devoted to Base Ball, Trap Shooting and General Sports."(야구, 트랩 슈팅, 그리고 일반 스포츠에 전념합니다.)라는 문구가 적혀 있었다. 1883년에 프랜시스 릭터, 토머스 소테스버리 댄도, 어거스트 루돌프가 필라델피아에서 창간하였다.